# 소섭복
소섭 복(昭涉福, ? ~ 기원전 175년)은 전한 초기의 제후로, 개국공신 소섭도미의 아들이다.

## 생애
문제 2년(기원전 178년), 소섭도미의 뒤를 이어 평주후(平州侯)에 봉해졌으나 3년 후 죽었다. 시호를 대(戴)라 하였고, 작위는 아들 소섭타인이 이었다.

## 출전
- 사마천, 《사기》 권18 고조공신후자연표
- 반고, 《한서》 권16 고혜고후문공신표

| 선대 아버지 평주공후 소섭도미 | 전한의 평주후 기원전 178년 ~ 기원전 175년 | 후대 아들 평주회후 소섭타인 |